# Felipe Muñoz Flores
Felipe Andrés Muñoz Flores (Santiago, Chile, 4 de abril de 1985) es un exfutbolista chileno que jugaba como defensor

## Selección nacional
Ha participado con la Selección Sub-20 en el Sudamericano de Colombia y la Copa Mundial de Fútbol Juvenil de 2005, realizada en los Países Bajos.

## Clubes
| Club                      | País  | Año       |
| ------------------------- | ----- | --------- |
| Colo-Colo                 | Chile | 2003-2005 |
| Coquimbo Unido            | Chile | 2006      |
| Palestino                 | Chile | 2007      |
| Universidad de Concepción | Chile | 2007-2011 |
| Cobreloa                  | Chile | 2012      |
| Universidad de Concepción | Chile | 2013-2017 |
| Coquimbo Unido (Cesión)   | Chile | 2018      |

## Palmarés

### Campeonatos nacionales
| Título     | Club                      | País  | Año     |
| ---------- | ------------------------- | ----- | ------- |
| Copa Chile | Universidad de Concepción | Chile | 2008-09 |
| Primera B  | Universidad de Concepción | Chile | 2013    |
| Copa Chile | Universidad de Concepción | Chile | 2014-15 |